# Cartaya
Cartaya is een gemeente in de Spaanse provincie Huelva in de regio Andalusië met een oppervlakte van 225 km². In 2007 telde Cartaya 16.589 inwoners.
De voornaamste bron van inkomsten is het toerisme. In de zomer worden de kustplaatsjes El Portil en El Rompido druk bezocht. Daarnaast worden citrusvruchten en aardbeien geteeld.

## Demografische ontwikkeling
Bron: INE; 1857-2011: volkstellingen
Opm.: In 1963 werd Punta Umbría een zelfstandige gemeente